# عبدله (روستا)
 عبدله  به عربی ( الَعبدلة  )، روستایی است در دهستان المُقَبَنَة از توابع استان حضرموت در کشور یمن در شبه جزیره عربستان.

## جمعیت
جمعیت آن ( ۱۲۲ ) نفر ( ۵ خانوار) می‌باشد.